# Світличне (Богодухівський район)
Світли́чне — село в Золочівській громаді Богодухівського району Харківської області України. Населення становить 369 осіб.
Колишня назва села - Хутір Христенків.

## Історія
Село постраждало внаслідок геноциду українського народу, вчиненого урядом СРСР у 1932—1933 роках, кількість встановлених жертв у Макаровому, Світличному, Дуванці, Соснівці — 43 людей.
Під час російсько-української війни з літа 2022 село перебуває на лінії фронту, тому майже все цивільне населення виїхало.
12 червня 2020 року, розпорядженням Кабінету Міністрів України № 725-р «Про визначення адміністративних центрів та затвердження територій територіальних громад Харківської області», увійшло до складу Золочівської селищної громади.
19 липня 2020 року, в результаті адміністративно-територіальної реформи та ліквідації Золочівського району, село увійшло до складу Богодухівського району.

## Географія
Село Світличне знаходиться у верхів'ях Балки Дубілки, на відстані 3,5 км від річки Уди (лівий берег), по балці протокает пересихаючий струмок з загатами, за 5 км розташоване селище Золочів, за 2 км — село Дуванка. На відстані 4,5 км розташована залізнична станція Світличний.

## Відомі люди
Уродженцем села є Світличний Тимофій Іванович (1917—1944) — Герой Радянського Союзу.

## Також
- Перелік населених пунктів, що постраждали від Голодомору 1932—1933 (Харківська область)